# Pilodeudorix violetta
Pilodeudorix violetta is een vlinder uit de familie van de Lycaenidae. De wetenschappelijke naam van de soort is voor het eerst gepubliceerd in 1897 door Per Olof Christopher Aurivillius.
De soort komt voor in Guinee, Sierra Leone, Liberia, Ivoorkust, Ghana, Nigeria, Kameroen, Gabon, Congo-Brazzaville, Centraal Afrikaanse Republiek, Congo-Kinshasa, Oeganda en Noordwest-Tanzania.